# البدر (مكة)
البدر هي قرية في منطقة مكة المكرمة، في غرب المملكة العربية السعودية.
في 31 أكتوبر 2012، أدى حريق كهربائي في حفل زفاف في القرية إلى مقتل 25 شخصا في فناء منزل، كما أُصيب 30 آخرون في الحريق. يُعتقد أن سبب نشوب الحريق هو سقوط خط كهرباء عالي الجهد وتعرضه لإطلاق نار احتفالي.